# بی‌اس‌ای‌ای استار تایگر
بی‌اس‌ای‌اس استار تایگر (به انگلیسی: BSAA Star Tiger disappearance) در تاریخ ۳۰ ژانویه ۱۹۴۸ برای پرواز بر فراز آزور در مثلث برمودا ناپدید شدند. این هواپیما از خانوادهٔ سلطنتی آورو تودور پنجم بود و توسط هواپیمایی مسافربری بریتانیا قصد فرود در آمریکای جنوبی را داشتند. کوچکترین خطایی ممکن بود هواپیما را نابود کند و آن را از رسیدن به آمریکای جنوبی بازدارد. پس از ورود به مثلث برمودا، ناپدید شدند.